# Michele Guaitoli
Michele Guaitoli (Gorizia, Friuli-Venezia Giulia, Italia, 12 de abril de 1985) es un músico italiano, conocido por ser actualmente el vocalista masculino de la banda de power metal sinfónico Visions of Atlantis y Temperance.
Inició en la música a los 7 años tomando clases de piano, para perfeccionarse en la adultez en canto moderno y jazz. El  año 2003 se incorporó a la banda de heavy metal Overtures, el 2018 a Temparance y Visions of Atlantis, bandas donde permanece actualmente. También se incorpora al elenco de la versión metal del proyecto francés ERA. Además de estar en escenarios, es productor e ingeniero musical en The Groove Factory Studio.

## Discografía

### Con Visions of Atlantis
Álbumes de estudio
- The Deep & the Dark (2018)
- The Deep & the Dark: Live at Symphonic Metal Nights (álbum en vivo, 2019)
- Wanderers (2019)
- A Symphonic Journey to Remember (álbum en vivo, 2020)
- Pirates (2022)
- Pirates II Armada (2024)

### Con Temperance
Álbumes de estudio
- Of Jupiter and Moons (2018)
- Viridian (2020)
- Diamanti (2021)

### Con Overtures
Álbumes de estudio
- Beyond the Waterfall (2008)
- Rebirth (2011)
- Entering the Maze (2013)
- Artifacts (2016)

### Con Kaledon
Álbumes de estudio
- Carnagus: Emperor of the Darkness (2017)
- Legend of the Forgotten Reign - Chapter VII: Evil Awakens (2022)